# Крезансе сир Шер
Крезансе сир Шер (фр. Crézançay-sur-Cher) насеље је и општина у централној Француској у региону Центар (регион), у департману Шер која припада префектури Сент Аман Монрон.
По подацима из 2011. године у општини је живело 66 становника, а густина насељености је износила 8,63 становника/km². Општина се простире на површини од 7,65 km². Налази се на средњој надморској висини од 145 метара (максималној 177 m, а минималној 133 m).

## Демографија
| 1962. | 1968. | 1975. | 1982. | 1990. | 1999. | 2011. |
| ----- | ----- | ----- | ----- | ----- | ----- | ----- |
| 92    | 100   | 89    | 73    | 61    | 56    | 66    |

График промене броја становника у току последњих година